# Bungo-Ono

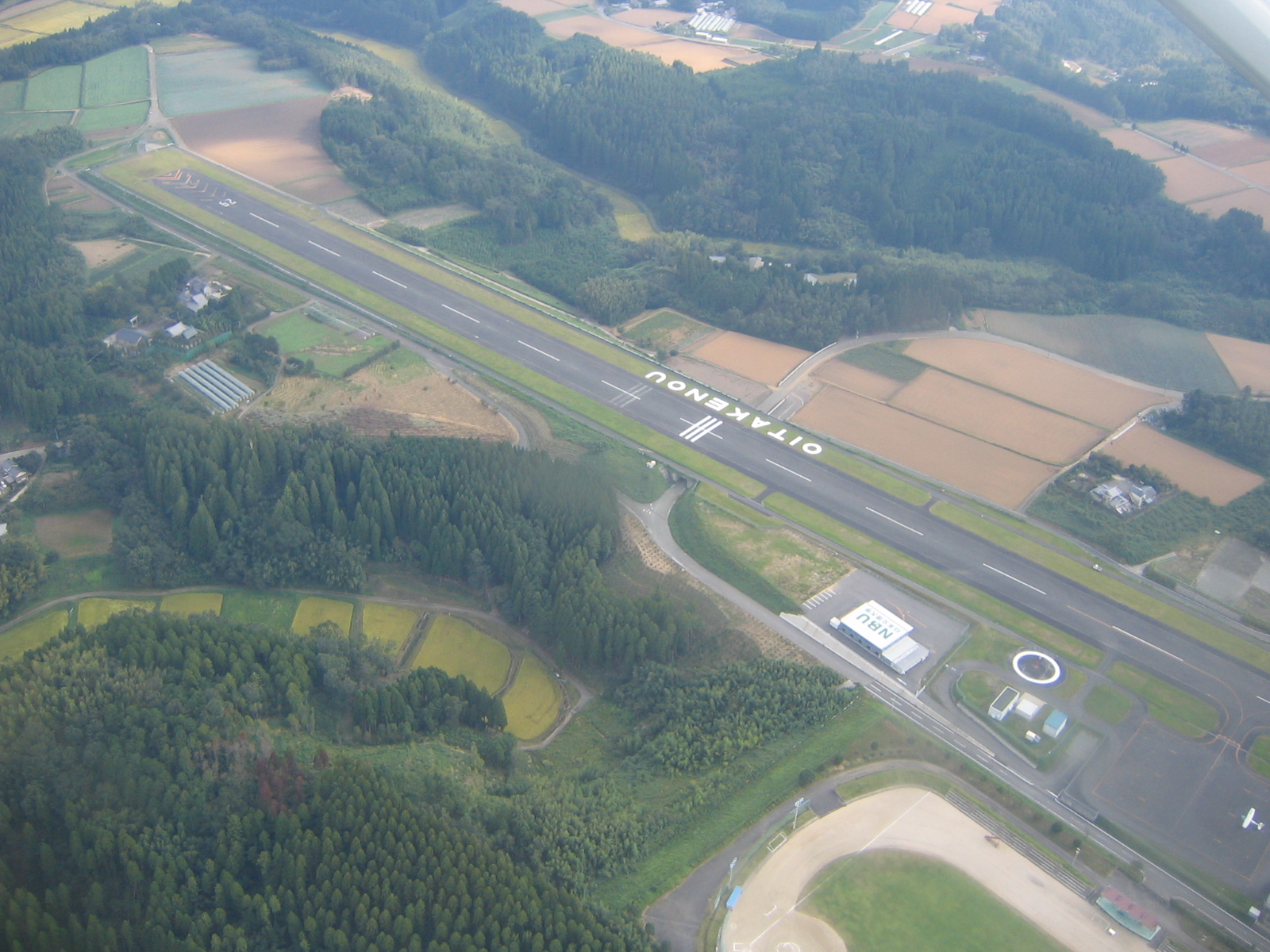
Oita Kenō Airport

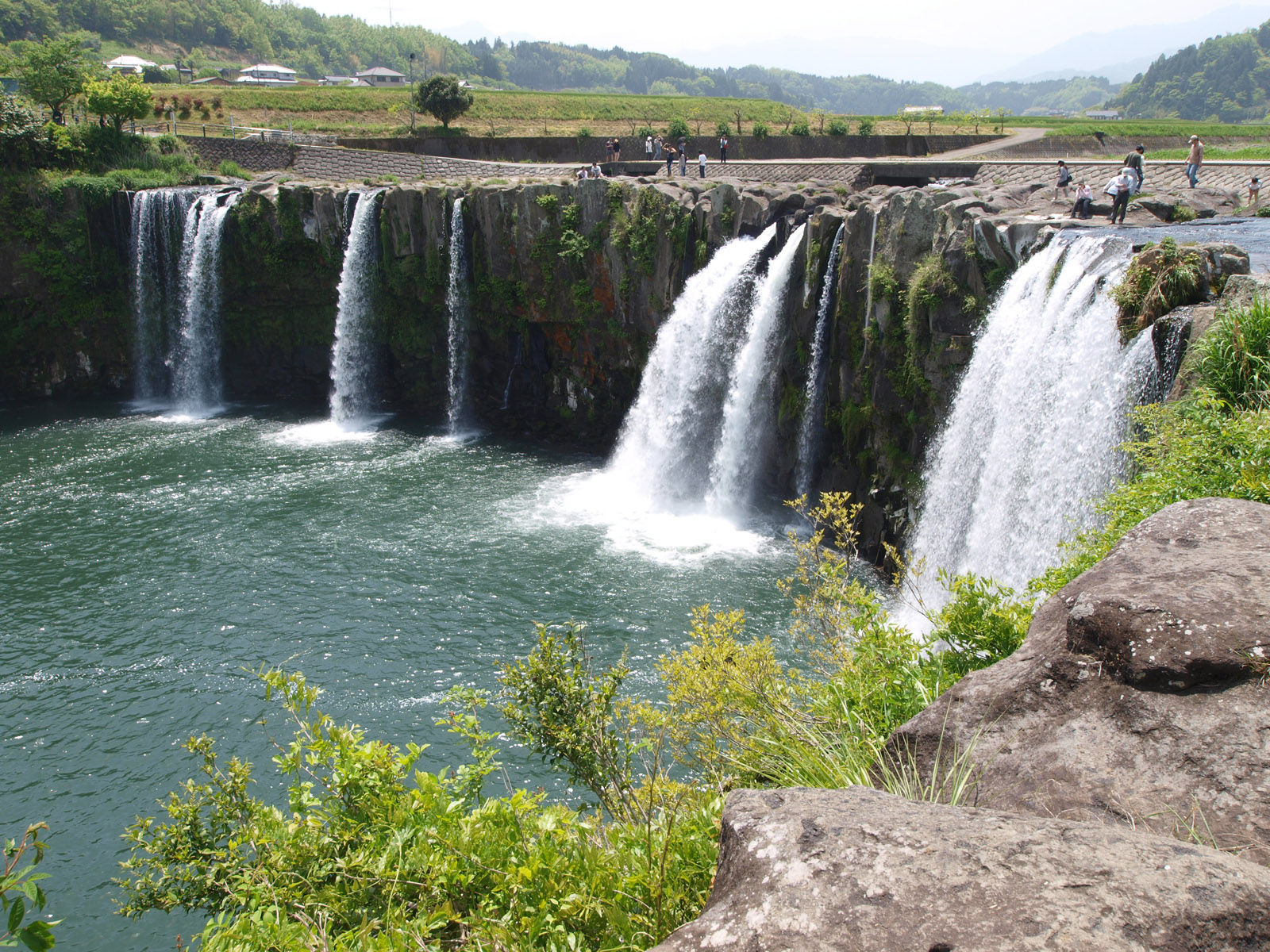
Harajiri-waterval

Bungo-Ōno (豊後大野市, Bungo-Ōno-shi) is een stad (shi) in de Japanse prefectuur Oita. Op 1 april 2009 had de stad naar schatting 39.668 inwoners en een bevolkingsdichtheid van 65,7 bewoners per km². In 2021 was de bevolking gekrompen tot 33.066 inwoners. Het totale gebied beslaat 603,36 km².

## Geografie
Bungo-Ōno ligt ten zuidoosten van Ōita, ten oosten van Taketa en ten westen van Saiki en Usuki.
De Ōnogawa (大野川) stroomt door de stad.

## Geschiedenis
Bungo-Ōno werd op 31 maart 2005 een stad (shi) na samenvoeging van de gemeenten Asaji (朝地町, Asaji-machi), Inukai (犬飼町, Inukai-machi), Mie (三重町, Mie-machi), Ogata (緒方町,Ogata-machi) en Ōno (大野町,Ōno-machi) met de dorpen Chitose (千歳村,Chitose-mura) en Kiyokawa (清川村,Kiyokawa-mura) (beide van het district Ōno). Het district Ōno verdween na deze fusie. Het tweede deel van de naam van de stad Bungo-Ōno verwijst naar dit district. Het eerste deel van de naam Bungo-Ōno stamt van de naam van de voormalige provincie Bungo die zich in dit gebied bevond.

## Verkeer

### Luchthaven
Bungo-Ōno heeft een eigen luchthaven de Luchthaven Oita Kenō (大分県央飛行場, Oita Kenō Airport).

### Trein
- JR Kyushu: Hohi-lijn (richting Kumamoto en Ōita)
  - Station Asaji
  - Station Ogata
  - Station Bungo-Kiyokawa
  - Station Miemachi (het hoofdstation)
  - Station Sugao
  - Station Inukai

### Weg
- Bungo-Ōno ligt aan de volgende autowegen
  - Autoweg 10 (naar Kitakyushu en Kagoshima)
  - Autoweg 57 (naar Ōita en Nagasaki)
  - Autoweg 326 (naar Nobeoka, Miyazaki)
  - Autoweg 442 (naar Ōita en Ōkawa)
  - Autoweg 502

Bungo-Ōno ligt tevens aan de prefecturale wegen 7, 26,35, 41, 45 en 46.

### Bus
- Oita Bus

## Bezienswaardigheden
- Harajiri-waterval (原尻の滝, Harajiri-no-taki)

## Aangrenzende steden en gemeenten
- Prefectuur Ōita
  - Ōita
  - Saiki
  - Usuki
  - Taketa
- Prefectuur Miyazaki
  - Takachiho
  - Hinokage

## Geboren in Bungo-Ōno
- Fumio Asakura (朝倉 文夫, Asakura Fumio ,1 maart 1883- 18 april 1964) een beeldhouwer, die de Rodin van het Oosten wordt genoemd.
- Mamoru Shigemitsu (重光 葵, Shigemitsu Mamoru ; 29 juli 1887 - 27 juni 1957) Japanse Minister van Buitenlandse Zaken tijdens het einde van de Tweede Wereldoorlog.

## Partnersteden
Bungo-Ōno heeft een stedenband met :
- Taitō, Tokio (sinds 10 december 1987, partnerschap van de voormalige gemeente Asaji)
- Jingzhou, Hubei, China(sinds 26 september 1994, partnerschap van de voormalige gemeente Mie)
- Gijang-gun, Busan, Zuid-Korea (sinds 19 september 2003, partnerschap van het voormalig dorp Kiyokawa)
- Iksan, Jeollabuk-do, Zuid-Korea (sinds 22 augustus 2005)